# Miroslav Maksimović
Œuvres principales
- Spavač pod upijačem (1971)
- Izabrane pesme (2000)

Miroslav Maksimović (en serbe cyrillique : Мирослав Максимовић ; né le 26 mai 1946 à Njegoševo) est un poète serbe. Il a reçu de nombreux prix récompensant son œuvre poétique.

## Œuvres
- Spavač pod upijačem (Le Dormeur sous un buvard), 1971.
- Menjači (Transmissions), 1972.
- Soneti o životnim radostima i teškoćama (Sonnets sur les joies et les peines de la vie), 1986.
- 55 soneta o životnim radostima i teškoćama (55 sonnets sur les joies et les peines de la vie), 1991.
- Nebo (Le Ciel), 1996.
- Izabrane pesme (Poèmes choisis), Narodna knjiga, Belgrade, 2000.
- Beogradske pesme (Poèmes de Belgrade), 2002.
- 77 soneta o životnim radostima i teškoćama (77 Sonnets sur les joies et les peines de la vie), 2008.

## Récompenses
- Prix Branko, 1972.
- Prix Milan Rakić.
- Prix Branko Miljković, 1986.
- Prix Rade Drainac.
- Prix Isidora Sekulić.
- Prix Branko Ćopić.
- Prix Zmaj, 2000[1].
- Prix Jovan Dučić.
- Prix Dis, 2002.
- Prix Žička hrisovulja, 2005.
- Prix Vasko Popa.
- Prix Desanka Maksimović, 2008[2],[3].
- Prix Skender Kulenović, 2009[4].